# Bahnhof Butterworth

Der Bahnhof Butterworth ist ein Bahnhof in der malaysischen Hafenstadt Butterworth, Seberang Perai. Er ist nördlicher Endpunkt der West Coast Line, der KTM-Hauptstrecke entlang der Westküste über Kuala Lumpur und Johor Bahru nach Singapur. Bedeutung genießt er vor allem als Umsteigepunkt zu den Fähren auf die Insel Penang.

## Geschichte
1967 wurde die thailändische Weststrecke von Peray über den gleichnamigen Fluss nach Butterworth verlängert. Damit die Schiffe den Fluss weiterhin nutzen konnten, wurde ab 1964 eine Drehbrücke erstellt, welche 2013 durch eine modernere Brücke ersetzt wurde.
Zwischen 2011 und 2015 wurde der Bahnhof im Rahmen der Elektrifizierung der Strecke und der damit verbundenen Einbindung ins ETS-Netz grundlegend umgebaut. So wurde das alte Empfangsgebäude abgebrochen und durch einen modernen Neubau ersetzt.

## Anlage

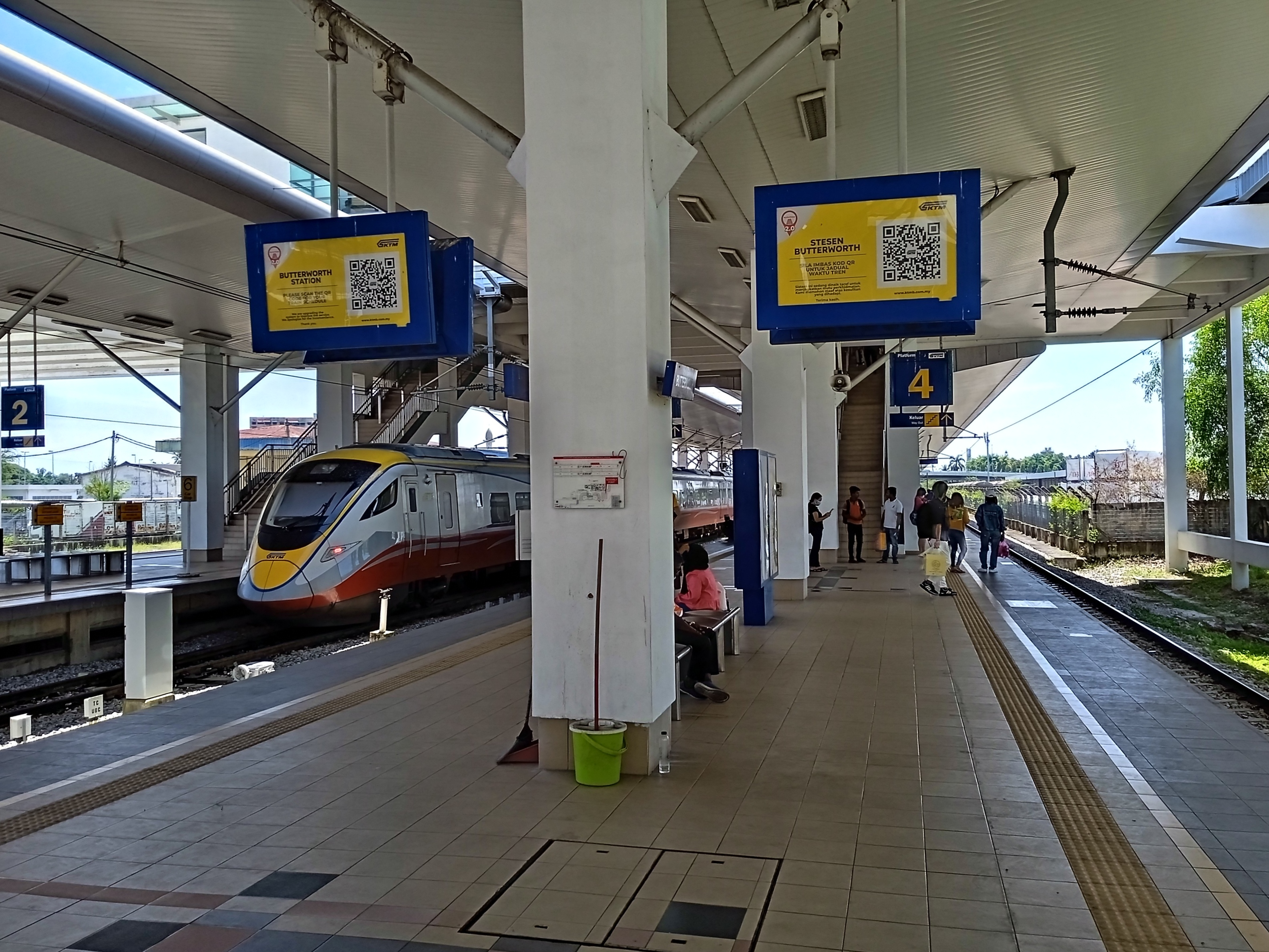
Bahnsteige im Bahnhof Butterworth mit einem ETS-Schnellzug

Butterworth ist Chainage Zero (Nullpunkt) der West Coast Line und verfügt über vier Bahnsteiggeleise an zwei Mittelbahnsteigen.
Über ein Gleisdreieck ist er auch an die Strecke über Padar Besang zur thailändischen Südbahn und somit auch nach Bangkok angeschlossen. Nördlich der Personenbahnsteige befindet sich ein Güterverkehrsgleis, das weiter zum Containerterminal Butterworth North führt.

## Verkehr
Die staatliche KTM bedient den Bahnhof mit Lokal- (KTM Komuter) und Fernverkehrszügen (KTM ETS). Die Vorortszüge verkehren bis Padang Besar bzw. Ipoh. Von den ETS-Schnelltriebzüge verkehren vier Zugpaare als Platinum (mit zehn Zwischenhalten) und eines als Express (mit drei Zwischenhalten) nach KL Sentral, ein weiteres verkehrt als Gold mit 21 Zwischenhalten über Kuala Lumpur hinaus bis nach Gemas.
Der private Luxuszug Eastern and Oriental Express von der LVMH-Tochtergesellschaft Belmond legt in Butterworth einen mehrstündigen Aufenthalt ein, während die Fahrgäste eine Stadtrundfahrt in Georgetown auf Penang unternehmen.
Bis zur Elektrifizierung 2015 endete auch der International Express aus Bangkok in Butterworth, seither endet dieser an der thailändisch-malaysischen Grenze. 2024 wurde eine Wiedereinführung in Aussicht gestellt.